# Tipula (Acutipula) gaboonensis
Tipula (Acutipula) gaboonensis is een tweevleugelige uit de familie langpootmuggen (Tipulidae). De soort komt voor in het Afrotropisch gebied.